# سنتینل بیوت (داکوتای شمالی)
سنتینل بیوت(به انگلیسی: Sentinel Butte) شهری در ایالت داکوتای شمالی کشور ایالات متحده آمریکا است که جمعیت آن در سرشماری سال ۲۰۱۰ میلادی، ۵۶ نفر بوده‌است.